# NGC 4678
NGC 4678 (= IC 824) ist eine Doppelgalaxie, bei der die beiden einzelnen Objekte NGC 4678-1 und NGC 4678-2 unterschieden werden. NGC 4678-1 ist eine 14,3 mag helle Spiralgalaxie vom Hubble-Typ Sc; NGC 4678-2 ist ebenfalls eine Galaxie mit einer scheinbaren Helligkeit von 14,3 mag und vom Hubble-Typ S?. Die Doppelgalaxie befindet sich im Sternbild Jungfrau auf der Ekliptik und ist etwa 59 Millionen Lichtjahre von der Milchstraße entfernt. 
Sie wurde im Jahr 1886 vom US-amerikanischen Astronomen Francis Preserved Leavenworth entdeckt und am 15. Mai 1893 vom französischen Astronomen Stéphane Javelle (IC 824) wiederentdeckt.